# Lecanurius intestinalis
Lecanurius intestinalis is een eenoogkreeftjessoort uit de familie van de Synapticolidae. De wetenschappelijke naam van de soort is voor het eerst geldig gepubliceerd in 1877 door Kossmann.